# Tratado de la Carta de la Energía
El Tratado de la Carta de la Energía  (TCE) es un acuerdo internacional que establece un esquema multilateral para las inversiones extranjeras en la industria de la energía. El Tratado cubre todos los aspectos de las actividades relativas a la energía incluyendo extracción, refinamiento, almacenamiento, producción, transporte, comercio, tránsito, inversión y venta (artículo 1 del tratado).  El Tratado es legalmente vinculante, inclusive las disposiciones sobre resolución de conflictos.
Originalmente, el proceso de la Carta de la Energía buscó incrementar las inversiones en materia de energía de las compañías occidentales en los países de la Unión Soviética y Europa Oriental al final de la Guerra Fría. El Secretariado Internacional de la Carta de la Energía describe que la misión actual de la Carta de la Energía se extiende más allá de la cooperación Oriente-Occidente y busca promover los principios de apertura de los mercados globales de energía y no discriminación comercial a través de instrumentos legales vinculantes para estimular la inversión extranjera directa y el comercio transfronterizo a nivel global. 
Sin embargo, el Tratado sobre la Carta de la Energía ha sido objeto de fuertes críticas por organizaciones de la sociedad civil, especialmente por los derechos amplios que otorga a las grandes multinacionales de la energía más contaminante a través del sistema de solución de controversias entre inversor-Estado (ISDS, por sus siglas en inglés). Los grupos de la sociedad civil y los sindicatos han presentado pruebas convincentes de que la aplicación de una transición justa, incluidos los compromisos del Acuerdo de París sobre el clima, es incompatible con las disposiciones del Tratado sobre la Carta de la Energía.
Las versiones oficiales de Tratado, la versión consolidada y la oficial, se encuentran aquí.

## Historia
Los comienzos de la Carta de la Energía se remontan a la iniciativa política emprendida en Europa a principios de la década de 1990. Al final de la Guerra Fría se presentó una oportunidad sin precedentes para asegurar la entrada de inversores energéticos occidentales en las naciones al otro lado de la Cortina de Hierro. El sector energético era el área con mayor posibilidad, dada la demanda creciente de energía en Europa  y la abundancia de recursos energéticos en los estados postsoviéticos. Adicionalmente, había una necesidad de establecer una organización común para la gestión energética entre los Estados miembros de Eurasia. La Carta de la Energía nació teniendo estas consideraciones como base.
Sin embargo, la aparición de nuevos tratados y asociaciones mundiales, regionales y bilaterales, desde la entrada en vigor del Tratado, pone en tela de juicio la "razón de ser" del Tratado sobre la Carta de la Energía. Esto es particularmente cierto, ya que la seguridad energética de Europa en un planeta que se está calentando debe garantizarse cada vez más mediante el ahorro de energía endógena y las energías renovables, y no mediante la importación de combustibles fósiles.
La declaración original de la Carta de la Energía fue firmada en La Haya el 17 de diciembre de 1991. Esta Carta consiste en una declaración política que contiene principios internacionales sobre energía incluyendo comercio, tránsito e inversión, junto a la intención de negociar un tratado de carácter vinculante, sentando así las bases para el desarrollo posterior del Tratado sobre la Carta de la Energía. Uno de los obstáculos finales a superar fue definir un lenguaje apropiado para consagrar la soberanía nacional sobre los recursos naturales y al mismo tiempo el principio de cooperación internacional con vistas a permitir el acceso a los recursos de cada país desde el exterior. 
Se estableció un Secretariado para facilitar el diálogo entre las partes contratantes, que posteriormente se transformó en el Secretariado de la Carta de la Energía bajo la dirección de la Conferencia de la Carta de la Energía. El Tratado sobre la Carta de la Energía fue firmado en Lisboa en diciembre de 1994, junto al Protocolo de la Carta de la Energía sobre la Eficiencia Energética y los Aspectos Medioambientales Relacionados (PEEREA por sus iniciales originales en inglés). 
(PEEREA). LINK IS NOT WORKING
El Tratado y el PEEREA entraron en vigor en abril de 1998. Una reforma a las estipulaciones relacionadas con comercio fue introducida en ese momento para reflejar el proceso de transformación en la organización internacional del comercio que devino de la creación de la Organización Mundial del Comercio a partir del GATT.
El 22 de marzo de 2010 se creó el Grupo de Estrategia dentro de la Conferencia de la Carta de la Energía con el mandato de promover la modernización de la organización.  
El Tratado de la Carta de la Energía tiene sus raíces en las relaciones entre Rusia y la Unión Europea, pero es el único acuerdo que ofrece un esquema legal multilateral y se está expandiendo más allá de su propósito original.  Rusia, con sus extensas reservas de petróleo y gas natural, se retiró del TCE en 2009 y cambió su aplicación provisional del TCE por la de miembro de la OMC. Ahora, casi el 90% de los países integrantes son miembros de la Unión Europea o signatarios del Tratado de la Comunidad de la Energía, cuyo objetivo es construir un mercado energético paneuropeo integrado y sostenible mediante la ampliación del acervo energético de la UE a los países orientales vecinos. Con el TCE en vigor, la protección excesiva de los intereses económicos de los inversores extranjeros por el régimen del Tratado de la Comunidad de la Energía entra en conflicto con la legislación de la UE, que tiene por objeto proteger los intereses públicos y los ciudadanos de la UE que se espera que sufraguen el costo del objetivo de neutralidad a largo plazo en materia de automóviles y bonos 
Ahora, el Tratado se encuentra en proceso de expansión. Una parte de esta expansión es física, pues se formuló una política de Consolidación/Expansión/Alcance (CONEXO por su denominación original en inglés) para guiar el acercamiento a nuevos países como signatarios de la declaración o el Tratado. Este enfoque global dio un paso importante en 2015, cuando países de distintas regiones del mundo como China, Nigeria y Colombia firmaron la Carta Internacional de la Energía en La Haya. 

### Carta Internacional de la Energía
El 20 de mayo de 2015 se dio un gran avance en la modernización y expansión de la organización, cuando 72 países, la Unión Europea, la Comunidad Europea de la Energía Atómica y la Comunidad Económica de Estados de África Occidental firmaron la Carta Internacional de la Energía en una conferencia Ministerial, cuyo anfitrión fue el gobierno de Holanda. La Carta Internacional de la Energía es una declaración política no vinculante cuya firma supone el primer paso hacia la adopción del Tratado sobre la Carta de la Energía. La declaración busca reflejar los cambios que han surgido en el sector energético alrededor del mundo desde la constitución del Tratado sobre la Carta de la Energía en los primeros años de la década de 1990.

## Alcance legal del Tratado
Las disposiciones del Tratado se enfocan en cinco áreas: comercio energético, inversión, eficiencia energética, resolución de conflictos y tránsito de energía. 

### Principio de soberanía nacional
Si bien la Carta de la Energía se basa en la idea de que el flujo internacional de inversiones y tecnologías en el sector energético se benefician mutuamente, el principio de soberanía nacional sobre los recursos energéticos es un principio cardinal del Tratado (Artículo 18 del Tratado). Uno de los objetivos del Tratado es la transparencia y la eficiencia en la operación de los mercados energéticos, pero la definición de la estructura del sector energético nacional depende de cada gobierno. De acuerdo con el Tratado y la declaración, cada país es libre de decidir si sus recursos energéticos serán explotados y la forma de hacerlo, y también la medida en que el sector energético se abre a los inversionistas extranjeros. El Tratado no contiene disposiciones sobre la propiedad de las compañías energéticas, es decir, no obliga a privatizar compañías energéticas de propiedad del Estado o reestructurar compañías energéticas integradas verticalmente en el mercado. 

### Resolución de controversias
El tratado incluye una serie de disposiciones para solucionar los conflictos entre inversores y estados que son legalmente vinculantes. En concreto, el artículo 26 específica que si un inversor se considera afectado podrá optar por someter una controversia a un tribunal de arbitraje internacional conocido como ISDS por sus siglas en inglés (Investor-state dispute settlement) que es un tribunal compuesto por 3 abogados particulares. Es decir, el tratado protege a los inversores, dándoles la oportunidad de demandar a los estados en tribunales privados por encima de la jurisdicción nacional si consideran que estos no han respetado el Tratado de la Carta de la Energía. Si el tribunal de arbitraje considera que se han violado los derechos del inversor, el estado deberá compensarle con una elevada suma de dinero público que puede ascender a cientos de millones de euros.
Algunos artículos que protegen a los inversores son ambiguos, como el artículo 10 que declara que los estados, también llamados Partes Contratantes, “fomentarán y crearán condiciones estables, equitativas, favorables y transparentes para que los inversores de otras Partes Contratantes realicen inversiones en su territorio. Entre dichas condiciones se contará el compromiso de conceder, en todo momento, a las inversiones de los inversores de otras Partes Contratantes un trato justo y equitativo”. Las condiciones para que un trato sea justo y equitativo quedan abiertas a la interpretación de los tribunales de arbitraje ya que no se especifican. Este artículo ha sido motivo de numerosas demandas a estados. También se ha utilizado el artículo 13 del tratado que dice: “Las inversiones de los inversores de una Parte Contratante en el territorio de otra Parte Contratante no serán objeto de nacionalización, expropiación o medidas de efecto equivalente” Varias compañías de energías no renovables han denunciado a estados cuando han endurecido las legislaciones ambientales, considerando que se les había hecho una expropiación indirecta. Las empresas pueden reclamar además del dinero invertido, las futuras ganancias previstas. 
El Tratado de la Carta de la Energía es, entre todos los acuerdos de inversión internacionales, el que ha dado lugar a más demandas a estados, llegando a un total de 128 demandas. Durante los primeros 15 años de tratado la mayoría de las demandas afectaron a países de Europa Central y Oriental, Asia Central, pero en la actualidad España e Italia encabezan la lista de los estados más demandados.

## Implicaciones del tratado en la transición energética
El Tratado de la Carta de la Energía se firmó en los años 90, en un contexto energético y de preocupación ambiental muy diferente al actual. El artículo 19, referido a la protección del medio ambiente y promoción de la eficiencia energética, no cuenta con ningún instrumento legal que lo haga efectivo ya que no hay ninguna sanción en caso de que no se cumpla. El tratado no sólo no presenta ninguna herramienta para acabar con las energías fósiles, sino que además protege a sus inversores.
Varias organizaciones ecologistas han presentado fuertes críticas al tratado, ya que además de suponer un enorme coste para las arcas públicas por las demandas en tribunales de arbitraje, el tratado ha supuesto en numerosos casos una traba a la transición energética. Esto se debe a que algunos inversores de energías sucias han usado el mecanismo ISDS para amenazar a los estados que tenían intención de endurecer alguna normativa ambiental. Por consiguiente, el ISDS tiene un efecto disuasorio en las políticas encaminadas a la transición a energías renovables ya que los gobiernos paralizan cualquier reforma legal que pueda suponer un riesgo de una demanda muy costosa. 
Un caso conocido que lo ilustra es el de la demanda de 1400 millones de euros de la empresa sueca Vattenfall a Alemania después de que se endurecieran los requisitos ambientales de una central eléctrica de carbón por riesgo de contaminar el río Elba. El conflicto se resolvió en 2011 con un acuerdo después de que el gobierno de Hamburgo accediera a flexibilizar las exigencias ambientales, permitiendo que la planta de carbón tome más agua del río y reduciendo los requisitos relativos a la calidad del agua para la vida de los peces. El Tratado de la carta de la energía se utilizó para intimidar y presionar a los políticos. Un funcionario del organismo local para el medio ambiente confesó a la prensa que: “aceptamos las negociaciones porque queríamos terminar con esto sin llegar al fallo de un tribunal y tener que pagar una indemnización de millones de euros...Obviamente, hicimos ciertas concesiones a Vattenfall”. Animada por su victoria, Vatenfall  volvió a demandar a Alemania a raíz de que el gobierno decidiera poner fin a las centrales nucleares tras el desastre de Fukushima. Esta vez reclamando 4300 millones de euros por la pérdida de dos de sus centrales nucleares.
Otro caso que ilustra como el Tratado de la Carta de la Energía está dificultado la transición energética es el de Rockhopper contra Italia, en el que la empresa inglesa demandó al estado italiano cuando este se negó a otorgarle una concesión para la perforación de petróleo en sus costas, después de que hubiera una fuerte oposición social por los efectos al medio ambiente y por el riesgo de terremotos. Rockhopper reclama una indemnización cercana a los 50 millones de dólares por los gastos irrecuperables y entre 200 y 300 millones por las ganancias que podría haber conseguido. Italia ya había anunciado dos años antes que abandonaba el Tratado de la Carta de la Energía, pero una cláusula del mismo de continuidad contractual permite que los intereses de los inversores se mantengan vigentes 20 años después de que un país salga del Tratado.

## Miembros
El Tratado ha sido firmado o adoptado por 52 países, la Unión Europea y la Comunidad Europea de la Energía Atómica. Todos los miembros han ratificado el Tratado excepto Australia, Bielorrusia, Noruega y la Federación Rusa. Bielorrusia ha aceptado la aplicación provisional del Tratado, lo cual significa que el Tratado se aplica en la medida que es consistente con su Constitución, sus leyes y demás regulaciones. 
Hay cuatro niveles de participación que un Estado puede tener, dependiendo de los instrumentos legales que aplican (nivel de participación entre paréntesis): 
1. Miembro u observador de la Organización de la Conferencia de la Carta de la Energía[16] que no es aun parte de la Carta Europea de la Energía de 1991  (O)
  - algunos de estos estados han empezado el proceso de adoptar la Carta Europea de la Energía de 1991 pero no lo han culminado aun (O+)
2. Signatario de la Carta Europea de la Energía de 1991[17] (OC) 
  - algunos de estos estados han empezado el proceso de ratificar el Tratado y el PEEREA de 1994 pero no lo han culminado aun (OC+)
3. Estados que han ratificado el Tratado sobre la Carta de la Energía[18] y el PEEREA de 1994[19] (OCT)
  - algunos de estos estados han empezado el proceso de ratificar la Enmienda de 1998 pero no lo han culminado aun (OCT+)
4. Estados que han ratificado la Enmienda de 1998[20] (OCTA)

### Miembros de la conferencia de la Carta de la Energía
| - Afganistán OCTA - Bielorrusia* OC+ - República Checa OCTA - Francia OCTA - Irlanda OCTA - Lituania OCTA - Eslovaquia OCTA - Macedonia del Norte OCT+ | - Albania OCTA - Bélgica OCTA - Dinamarca OCTA - Georgia OCTA - Japón OCT - Luxemburgo OCTA - Noruega* OC+ - Eslovenia OCTA - Turquía OCT | - Armenia OCTA - Bosnia y Herzegovina OCT+ - Estonia OCTA - Alemania OCTA - Kazajistán OCT+ - Malta OCTA - Polonia OCTA - Turkmenistán OCT+ | - Australia* OC+ - Bulgaria OCT+ - Unión Europea OCTA - Grecia OCTA - Kirguistán OCT+ - Moldavia OCT+ - Portugal OCTA - Suecia OCTA - Ucrania OCTA | - Austria OCTA - Croacia OCTA - Euratom OCTA - Hungría OCTA - Letonia OCTA - Mongolia OCTA - Rumania OCT+ - Suiza OCTA - Reino Unido OCTA | - Azerbaiyán OCT+ - Chipre OCTA - Finlandia OCTA - Islandia OCT - Liechtenstein OCTA - Serbia y Montenegro OCTA - Rusia OC - Tayikistán OCT+ - Uzbekistán OCT+ |

Nota: * Estados que han adoptado pero no ratificado los instrumentos legales. 

### Observadores
Tienen el estatus de observadores en la Carta de la Energía 37 Estados y 12 organizaciones internacionales. Los Observadores tienen derecho a asistir a todas las reuniones de la Carta y a recibir toda la documentación relacionada con la organización tal como reportes y análisis, y a participar en los debates que tienen lugar en el contexto de la Carta de la Energía. El propósito del estatus de Observador es dar la oportunidad a nuevos países para familiarizarse con la Carta y sus funciones, con el fin de facilitar la evaluación de los beneficios de adoptar el Tratado de la Carta de la Energía.
Hay tres categorías de Observador: 
1. Estados que son signatarios de la Carta Europea de la Energía de 1991 (O)
2. Estados que son signatarios de la Carta Internacional de la Energía de 2015 (I)
3. Observadores por invitación (B)

#### Países
| - Argelia B - Canadá OC - Egipto B - Mauritania O - Catar B - Siria OC+ - Venezuela B | - Baréin B - Chad O - Indonesia OC+ - Marruecos OC+ - Corea del Sur I - Tanzania I - Yemen O | - Bangladés I - Chile I - Irán B - Níger O - Arabia Saudita B - Túnez B | - Benín I - China I - Italia O - Nigeria B - Serbia OC+ - Uganda I | - Burundi O - Colombia I - Jordania OC+ - Pakistán OC+ - Omán B - EAU B | - Camboya I - ECOWAS I - Kuwait B - Palestina O - Suazilandia I - Estados Unidos OC |

#### Organizaciones internacionales
| - Asociación de Naciones del Sudeste Asiático (ASEAN por sus iniciales originales en inglés, 2003) - Cooperación Energética de la Región del Mar Báltico (BASREC, 2000) - Cooperación Económica del Mar Negro (por sus iniciales originales en inglés BSEC, 1991) - CIS Concejo de Energía Eléctrica (1991) - Banco Europeo para la Reconstrucción y el Desarrollo (BERD, 1991) - Agencia Internacional de la Energía (AIE, 1991) | - Foro Internacional de la Energía (IEF por sus iniciales originales en inglés, 2007) - Organización para la Cooperación y el Desarrollo Económicos (OCDE, 1991) - Comisión Económica de las Naciones Unidas para Europa (CEPE, 1991) - Banco Mundial (1991) - Organización Mundial del Comercio (OMC, 1991) |

### Participación de Rusia
La Federación Rusa firmó el Tratado y lo aplicó de manera provisional, aunque no lo ratificó. La ratificación del Tratado estuvo sujeta a la negociación de un Protocolo sobre Tránsito de la Carta de la Energía. En octubre de 2006 la canciller alemana Angela Merkel y el presidente francés Jacques Chirac propusieron la creación de una “asociación energética balanceada” entre Francia y Alemania, representando la Unión Europea y Rusia. Según este acuerdo, Rusia tendría que firmar la Carta Europea de la Energía de 1991, algo que el presidente Vladímir Putin consideró en contra de los intereses nacionales de Rusia. 
En diciembre de 2006 Rusia indicó que la ratificación del Tratado era poco probable debido a que su contenido pretende que Rusia permita el acceso a sus ductos por terceras partes. El 20 de agosto de 2009, Rusia informó oficialmente al depositario del Tratado (Gobierno de Portugal) que no tenía intención de ser parte del Tratado y el Protocolo relacionado, terminando así la aplicación provisional del Tratado y del PEEREA a partir del 18 de octubre de 2009.
A pesar de la terminación de la aplicación provisional del Tratado por Rusia, las medidas frente a la resolución de conflictos y la protección de inversionistas están aún en vigor por 20 años adicionales. El 30 de noviembre de 2009, la Corte Permanente de Arbitración de La Haya dispuso que los accionistas actuales de Yukos podían proceder a presentar argumentos de fondo en la arbitración contra el gobierno de Rusia. La Corte Permanente de Arbitración de La Haya ha conocido el caso de Yukos desde 2005 bajo las reglas de arbitraje de la CNUDMI. GML, antes conocido como Menatep (el principal accionista de Yukos), denunció a Rusia por más de 100 billones de dólares estadounidenses en este caso de arbitración internacional buscando amparo bajo las normas del tratado. Estas audiencias tuvieron lugar en octubre de 2012. En julio de 2014 el tribunal de arbitración concedió las pretensiones a los accionistas y condenó a Rusia a pagar 50 billones de dólares estadounidenses por concepto de daños por el embargo de los activos y la desintegración de Yukos. El gobierno de Rusia ha jurado que no cumplirá con lo decidido por el tribunal, lo que ha desatado una disputa internacional que llevó a Bélgica y Francia a embargar activos de Rusia para cancelar posiblemente la deuda a los demandantes.

### El caso de España
España es el estado que más demandas ha recibido en virtud del Tratado de la Carta de la Energía, acumulando 47 del total de 128 demandas presentadas en los estados firmantes. La primera llegó en 2011 y desde entonces se han disparado las demandas a España debido a los recortes en las ayudas a las energías renovables. El estado en un primer momento, dio incentivos importantes para impulsar las inversiones en paneles solares y turbinas eólicas, como precios bonificados para la electricidad generada de manera renovable. En medio de una dura crisis financiera y cediendo a la presión de grandes empresas, el gobierno conservador revirtió las garantías de precios para los productores de energía renovable, lo que algunos inversores interpretaron como una expropiación indirecta. Varios de los fondos solo se invirtieron en España después de 2008 o aumentaron sus inversiones en 2010-11, cuando ya era evidente que el país se encontraba en crisis y ya se habían introducido algunos cambios en los programas de ayuda a la energía solar. 
En el 88 % de las demandas presentadas por los recortes en las ayudas a la energía renovable en España, la parte demandante no es una empresa de energía renovable, sino un fondo de capital u otro tipo de inversor financiero y más de la mitad de los inversores demandantes mantienen vínculos con los sectores del gas, el carbón, el petróleo y la energía nuclear. 
En caso Eiser el tribunal de arbitraje condenó a España a pagar 128 millones de euros en concepto de indemnización por “la pérdida de flujos de caja futuros”, es decir las supuestas ganancias que el fondo podría haber obtenido durante un período de 25 años si no hubiera  ningún recorte en los subsidios. En este caso, el tribunal determinó que España no había cumplido con un trato justo y equitativo (artículo 10 del TCE) “cuando el régimen regulatorio anterior fue reemplazado definitivamente por un régimen completamente nuevo”. Este mismo argumento podría aplicarse en el caso de que un gobierno decidiera sustituir el régimen regulatorio actual que subsidia con miles de millones la energía de petróleo, carbón y gas a escala mundial, para hacer una transición hacia energías más limpias.
Finalmente, España inició el procedimiento para retirarse del Tratado de la Carta de la Energía en octubre de 2022.

## La Conferencia de la Carta de la Energía
Todos los miembros de la Carta de la Energía están representados en la Conferencia de la Carta de la Energía y sus cuerpos subsidiarios. La Conferencia es el cuerpo de gobierno y de toma de decisiones de la organización y tiene encuentros periódicos para discutir los asuntos que afectan la política energética entre los países miembros del Tratado, para revisar la implementación de las disposiciones del Tratado y del PEEREA, y para considerar la creación de nuevos instrumentos y actividades conjuntas dentro del esquema de la Carta de la Energía. Desde enero de 2016 la Presidencia de la Carta de la Energía le corresponde a Fumio Kishida, el ministro Japonés de Relaciones Exteriores. Los vicepresidentes son Mariam Valishvili, Viceministra de energía de Georgia, Keiichi Katakami Embajador de Japón en la Unión Europea y Myratgeldy Meredov, Viceministro de las Industrias de Petróleo y Gas y de Recursos Energéticos de Turkmenistán. La Carta de la Energía tiene los siguientes cuerpos subsidiarios: 
- El Grupo de Estrategia
- El Grupo de Inversión
- El Grupo de Comercio y Tránsito
- El Grupo de Trabajo sobre Eficiencia Energética y los Aspectos Medioambientales Relacionados
- El Comité de Presupuesto
- El Grupo de Trabajo en Asuntos de Procedimiento
- Comité de Asesoría Legal

Adicionalmente, hay un cuerpo consultivo llamado la Comisión Consultiva del Sector (Industrial Advisory Panel) que presenta a la Conferencia y sus grupos el punto de vista del sector privado en relación con inversiones en energía, flujos transfronterizos y eficiencia energética.
El Grupo Operativo de Consejo Legal (Legal Advisory Task Force) fue establecido por el Secretariado la Carta de la Energía en 2001 para asistir en la redacción de Acuerdos Modelos consistentes y legalmente coherentes para gasoductos y oleoductos transfronterizos.

## Secretariado

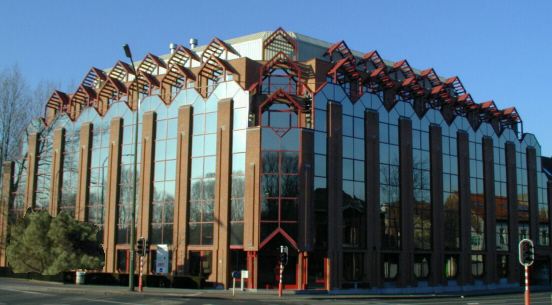
El Secretariado de la Carta de la Energía está ubicado en Woluwe-Saint-Lambert una comuna próspera en Bruselas.

Desde enero de 2012 el Secretario General es el Dr. Urban Rusnák y desde diciembre de 2014 el Secretario General Adjunto es Selim Küneralp. La Conferencia de la Carta de la Energía se apoya en el Secretariado que está ubicado en Bruselas. Las funciones del Secretariado incluyen la promoción, organización y el apoyo legal para la Conferencia, que tiene lugar en las instalaciones del Secretariado. Además el Secretariado tiene un rol representativo del Tratado sobre la Carta de la Energía y sus instrumentos relacionados. El Secretariado también se enfoca en el apoyo legal, el monitoreo del Tratado y de las obligaciones del PEEREA, y de la organización de encuentros y eventos.